# Временски полицајац
Временски полицајац (енгл. Timecop) је амерички научнофантастични акциони филм из 1994. године режисера Питера Хајмса, са Жаном-Клодом ван Дамом , Мијом Саром и Роном Силвером у главним улогама. Филм је базиран на истоименој причи, коју су заједно створили Мајк Ричардсон и Марк Верхајден, а која се појавила у антологијском стрипу издавачке куће Dark Horse Comics, чији је оснивач управо Ричардсон.
Премијерно је објављен у бископима САД-а 16. септембра 1994., а са укупном зарадом од 101.6 милиона $, филм представља прави комерцајлни успех. Временски полицајац је Ван Дамов филм са најбољом зарадом као главни глумац, а такође представља и његов други филм који је успео да заради више од 100 милиона $, након филма Универзални војник из 1992. године.
Упркос помешаним и не тако добрим критикама, временом је стекао статус култног класика, а критичари га генерално сматрају једним од најбољих Ван Дамових филмова. 2003. године је добио наставак под насловом Временски полицајац 2: Одлука у Берлину, мада се нико од ликова и глумаца из овог филма не враћа у наставку.

## Радња
1994. године, полицајца Макса Вокера и његову трудну жену, Мелису, напада група криминалаца. Рањен и претучен, Макс немоћно посматра како му убијају жену. Десет година касније, тачније 2004., Вокер је запослен у агенцији која спречава путовање кроз време да би заштитила интересе америчке владе. Случајно сазнаје да један од њених оснивача, корумпирани сенатор Арон Макомб, користи агенцију да би преузео монопол над путовањем кроз време и на тај начин се обогатио. Вокер се враћа у прошлост, у годину 1994., како би спречио Макомба да убије његовог партнера, истовремено се надајући да ће спречити и смрт своје жене...

## Улоге
| Глумац           | Улога               |
| ---------------- | ------------------- |
| Жан-Клод ван Дам | Макс Вокер          |
| Мија Сара        | Мелиса Вокер        |
| Рон Силвер       | сенатор Арон Макомб |
| Брус Макгил      | Јуџин Матузак       |
| Глорија Рубен    | Сара Филдинг        |
| Скот Белис       | Рики                |
| Џејсон Шомбинг   | Лајл Атвуд          |
| Скот Лоренс      | Џорџ Спота          |
| Кенет Велш       | сенатор Атли        |
| Бред Лори        | Рејес               |
| Кевин Макналти   | Џек Паркер          |
| Габријела Роуз   | судија Маршал       |
| Ричард Фарачи    | Кол                 |
| Калум Кит Рени   | странац             |